# デヴィッド・マカルー
デヴィッド・ゴーブ・マカルー（David Gaub McCullough [məˈkʌlə]、1933年7月7日 - 2022年8月7日）は、アメリカ合衆国の著述家、大衆歴史家、ナレーターである。ピューリッツァー賞と全米図書賞をそれぞれ2回受賞し、アメリカにおける民間人に対する最高の栄誉である大統領自由勲章を受章している。
ジョンズタウン洪水、ハリー・S・トルーマン、ジョン・アダムズ、ブルックリン橋、ライト兄弟などをテーマにした本を執筆している。また、ケン・バーンズの『南北戦争』や2003年の映画『シービスケット』など多くのドキュメンタリー番組や映画のナレーターを務めたほか、『アメリカン・エクスペリエンス』の司会を12年間務めた。

## 生涯

### 若年期と教育
マカルーは1933年7月7日にペンシルベニア州ピッツバーグ近郊のポイント・ブリーズ(Point Breeze)で生まれた。父はクリスチャン・ハックス・マカルー(Christian Hax McCullough)、母はルース・ランキン(Ruth Rankin)で、スコットランド・アイルランド系の家系である,。
幼少期には、スポーツをしたり漫画を描いたりするなど、広範囲に興味を持った。両親や祖母は、幼い頃からマカルーに本を読ませた。両親はよく歴史について話をしていた。マカルーは学校へ行くのが好きだった。建築家、俳優、画家、作家、法律家など、様々な職業に就きたいと思い、医学部への進学を考えたこともあった。
1951年にイェール大学に入学した。イェール大学でジョン・オハラ、ジョン・ハーシー、ロバート・ペン・ウォーレン、ブレンダン・ギルなどから英文学を学べたのは光栄なことだったと、マカルーは後に語っている。在学中には、後にピューリッツァー賞を受賞する小説家となる教員のソーントン・ワイルダーと昼食を共にすることもあった。マカルーは、有能な作家は、それがノンフィクションであっても、読者がその先を予想できないような「自由な空気」を文章中に保つものだということをワイルダーから学んだと語っている。
在学中にスカル・アンド・ボーンズの会員になった。また、『タイム』、『ライフ』、『アメリカン・ヘリテージ』や政府の広報文化交流局で見習いをし、そこで「調査や執筆の魅力を知り、人生でやりたいことを見つけた」という。小説家か劇作家になるつもりで大学では芸術学を専攻し、1955年に英文学で学士号を取得して卒業した。

### 初期のキャリア
大学卒業後、マカルーはニューヨークへ移り、『スポーツ・イラストレイテッド』誌の編集部で見習いとなった。その後、ワシントンD.C.の政府広報文化交流局で編集・執筆の仕事をした後、『アメリカン・ヘリテージ』誌で編集・執筆の仕事をした。『アメリカン・ヘリテージ』誌の仕事をしているときに、余暇を利用して3年間かけてジョンズタウン洪水についてのドキュメンタリーを執筆した。これは1968年に"The Johnstown Flood"としてサイモン&シュスターから出版され、高い評価を受けた。ジョン・レナードは『ニューヨーク・タイムズ』紙に寄稿した書評で、マカルーについて「我々はこれより素晴らしい社会史家を知らない」と評した。これをきっかけにして、当時は家計が苦しい時期であったが、妻の勧めもあり、専業の作家になる決意をした。

### 専業作家
"The Johnstown Flood"の成功を受けて、マカルーはサイモン&シュスター社や他の出版社から本の執筆の依頼を受けた。シカゴ大火やサンフランシスコ地震といった題材が出版社から提案されたが、災害ばかりを取り上げる「バッドニュース・マカルー」と呼ばれたくなかったマカルーは、「人間は愚かで無能で無責任なばかりではない」ことを示すような題材を取り上げることにした。大学の恩師のワイルダーが「本や演劇のアイデアを思いつくのは何かを学びたいと思ったときだ。そして、誰かがすでにやっていないかを確認し、誰もやっていなければ自分でやるのだ」と言っていたことを思い出し、普段からよく使っているブルックリン橋について書くことにした。これは、"The Great Bridge"として1972年に出版された。
同年、編集者からパナマ運河の建設の歴史に関する本の執筆を提案された。5年後の1977年に"The Path Between the Seas"（海と海をつなぐ道）として出版され、マカルーの名前が広く知られることとなった。この本は、同年の全米図書賞歴史書部門、サミュエル・エリオット・モリソン賞、フランシス・パークマン賞、コーネリアス・ライアン賞を受賞した。1977年、マカルーは、パナマ運河の管理権をパナマに移管する新パナマ運河条約への批准についてジミー・カーター大統領と連邦上院から助言を求められた。カーターは後に、この本がなかったらこの条約は成立しなかっただろうと述べた。

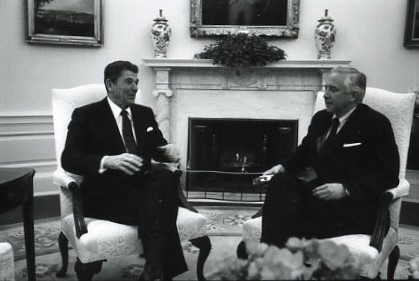
ロナルド・レーガン大統領（左）にインタビューするマカルー（1981年）

マカルーの第4作は初の伝記であり、「歴史とは人の物語である」(history is the story of people)という自身の信念を反映したものとなった。1981年に刊行された"Mornings on Horseback"（馬上の朝）は第26代アメリカ合衆国大統領セオドア・ルーズベルトの幼少期から1886年までの17年間について描いている。この本で、マカルーは2度目の全米図書賞を受賞したほか、ロサンゼルス・タイムズ賞伝記部門、ニューヨーク公共図書館文学ライオン賞を受賞した。
1991年、過去20年間に書いた伝記エッセイをまとめた本"Brave Companions"を出版した。この本には、ルイ・アガシー、アレクサンダー・フォン・フンボルト、ジョン・ローブリング・ワシントン・ローブリング親子、ハリエット・ビーチャー・ストウ、コンラッド・エイケン、フレデリック・レミントンの伝記が収録されている。
1993年、2冊目の伝記となる、第33代アメリカ大統領ハリー・S・トルーマンを題材とした"Truman"を刊行した。この本で、マカルーはピューリッツァー賞 伝記部門を受賞したほか、2度目となるフランシス・パークマン賞を受賞した。この本は、1995年にHBOでテレビ映画化され、ゲイリー・シニーズがトルーマンを演じた。
7年の執筆作業の後、3冊目の伝記となる、第3代アメリカ大統領ジョン・アダムズを題材とした"John Adams"を2001年に刊行した。この本で、マカルーは2度目のピューリッツァー賞伝記部門を受賞した。この本は、2008年にHBOによってテレビドラマ化され、ポール・ジアマッティがアダムズを演じた。
2005年に刊行された本"1776"は、ジョージ・ワシントンらによる独立のための戦争を中心としたアメリカ建国の年について描いたものである。マカルーの人気の高さから、初版は一般の歴史書よりも多い125万部発行され、全米のトップセラーとなった。
2011年の本"The Greater Journey"は、1830年代から1900年代にかけてパリで活動したアメリカ人に焦点を当てたもので、マーク・トゥエイン、サミュエル・モース、ベンジャミン・シリマン、エリフ・ウォッシュバーン、エリザベス・ブラックウェルなどが取り上げられている。
2015年、ライト兄弟の伝記"The Wright Brothers"が刊行された。2019年、北西部領土の最初の入植者たちを描いた"The Pioneers"を刊行した。

### 私生活

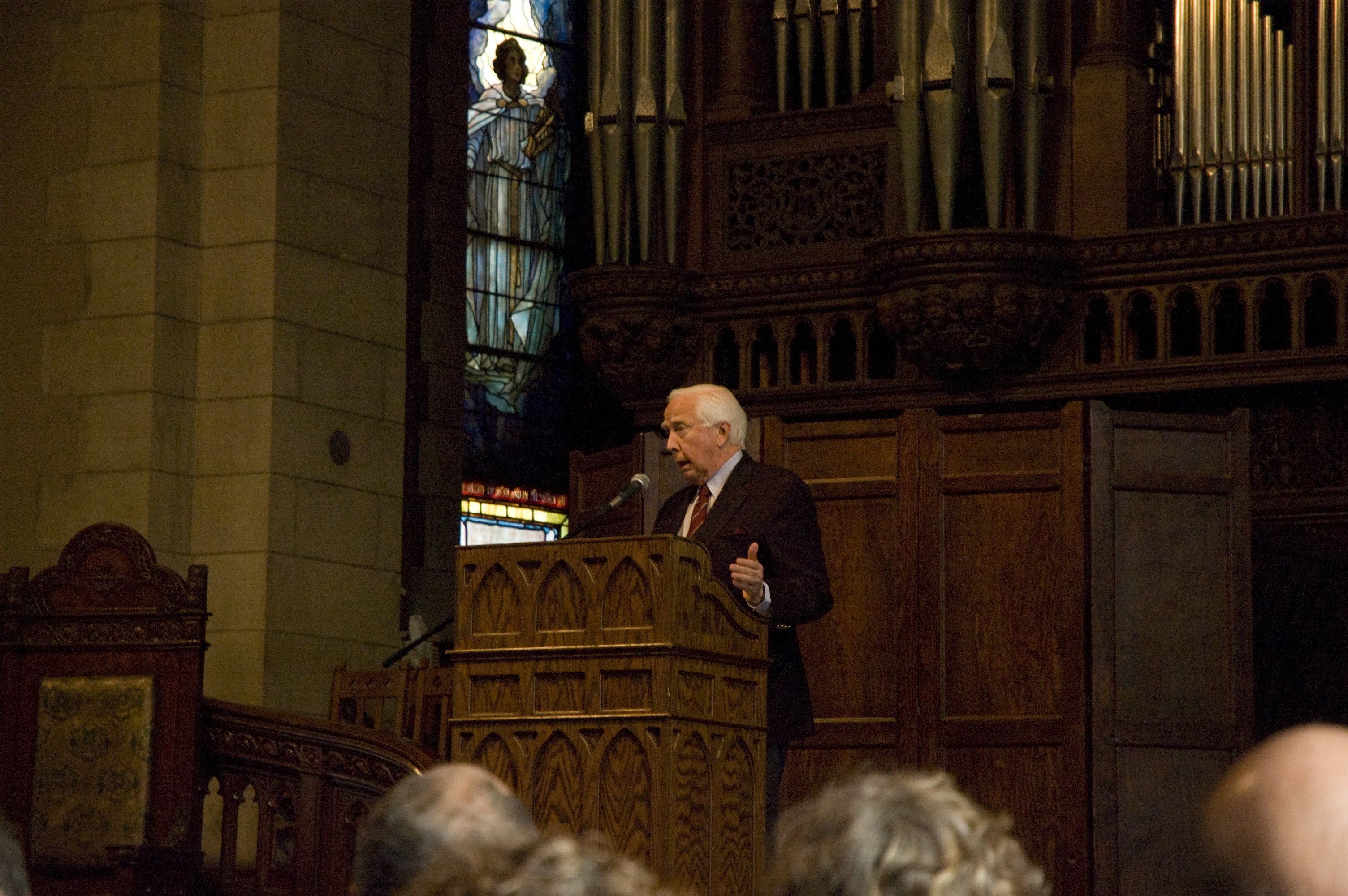
ヴァサー大学で講演をするマカルー（2008年）

マカルーは、17歳のときに出会ったロザリー・イングラム・バーンズ(Rosalee Ingram Barnes)と結婚した。2人の間には、5人の子供と19人の孫がいる。
息子でボストン郊外のウェルズリー高校の教師のデヴィッド・ジュニアは、2012年の卒業式のスピーチで卒業生に対し「君たちは特別じゃない」(you're not special)と何度も語り、これがYouTubeで拡散されて有名になった。息子のビルは、元フロリダ州知事ボブ・グラハムの娘と結婚した。
2016年にボストンのバックベイからマサチューセッツ州ヒンガムに転居した。その他、メイン州カムデンに別荘がある。
マカルーは無党派を表明し、現代の政治問題に関しては、「私の専門は亡くなった政治家だ」と述べてコメントを避けている。しかし、2016年の大統領選挙では、大統領候補のドナルド・トランプを「怪物のようなエゴを持った怪物のような道化師」と呼んで批判した。
マカルーはウェズリアン大学で執筆について教えていたほか、コーネル大学とダートマス大学の客員研究員を務めた。
2022年8月7日、 マサチューセッツ州ヒングハムの自宅で死去した。89歳だった。

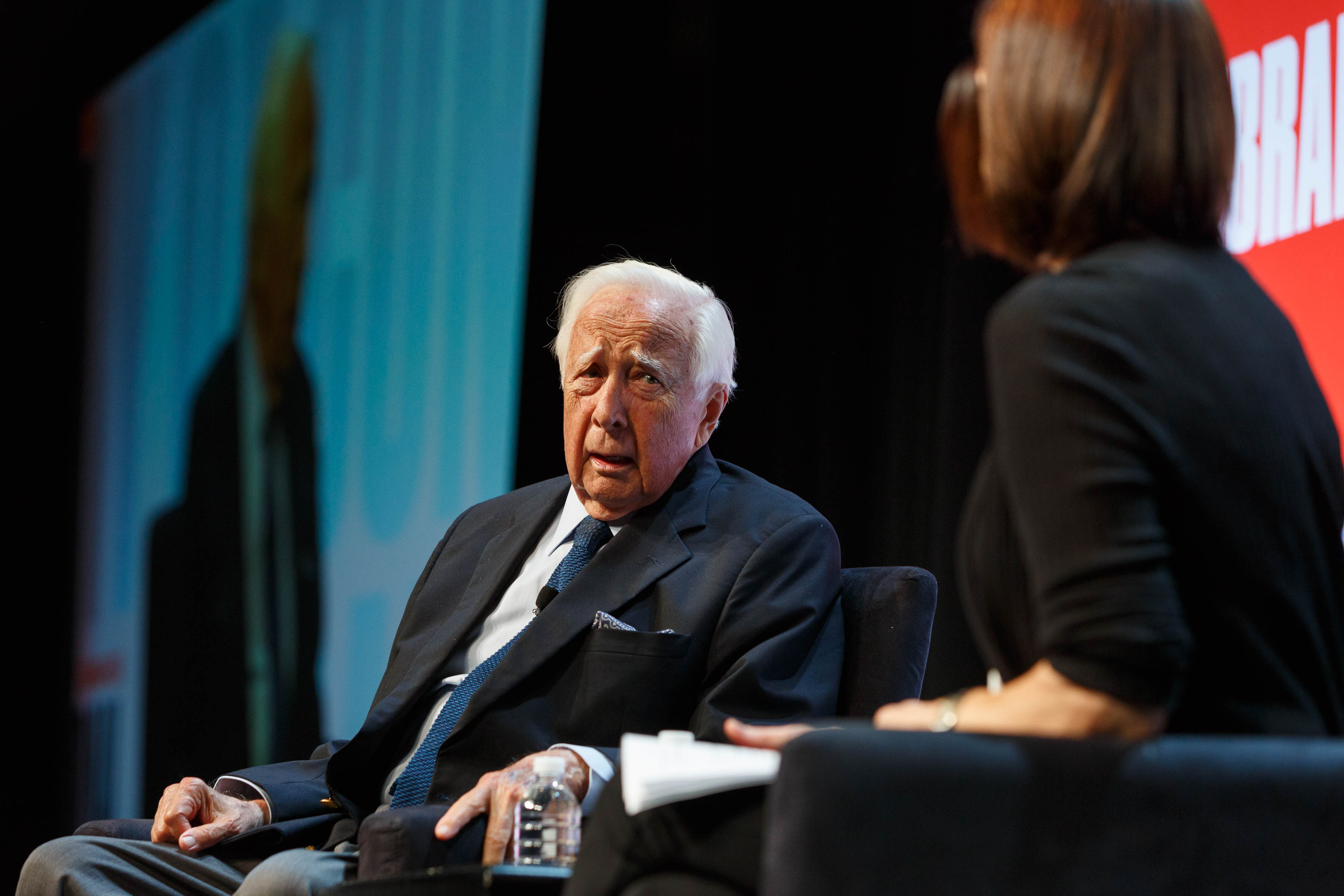
2019年のナショナル・ブック・フェスティバルでマリエ・アラナと対談するマカルー

## 賞と栄誉

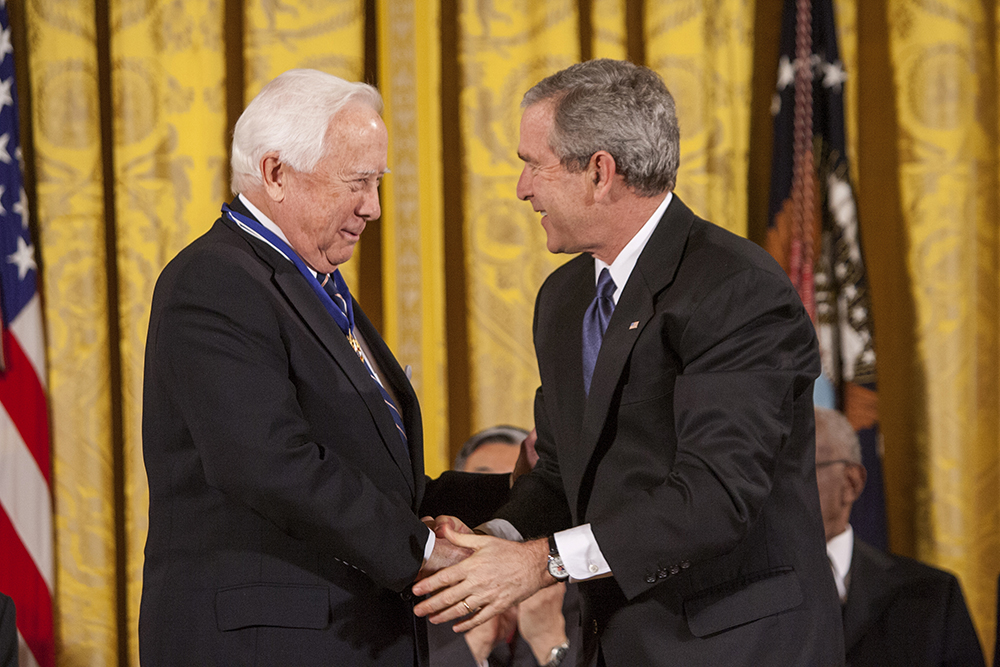
ジョージ・W・ブッシュ大統領（右）から大統領自由勲章を授与されるマカルー（2006年）

マカルーは数多くの賞を受賞している。2006年12月には、アメリカにおける民間人に対する最高の栄誉である大統領自由勲章を受章した。1995年、全米図書財団は、マカルーに対し「アメリカ文学への多大な貢献」を称えて生涯功労賞を授与した。
マカルーは、ジョン・アダムスの故郷のマサチューセッツ州クインシーにあるイースタン・ナザレン大学を始めとする40以上の大学から名誉学位を授与されている。
マカルーは、ピューリッツァー賞、全米図書賞、フランシス・パークマン賞をそれぞれ2回ずつ、ロサンゼルス・タイムズ書籍賞、ニューヨーク公共図書館文学ライオン賞などを受賞している。1993年3月22日に行われたイェール大学の第1回ジョン・ハーシー記念講演では、マカルーが講師に選ばれた。2003年、アメリカの人文科学分野の最高の栄誉である全米人文科学基金のジェファーソン・レクチャー講師にマカルーが選ばれた。
マカルーは、グッゲンハイム・フェローとアカデミー・オブ・アチーブメントの会員である。

## 作品

### 書籍
| タイトル | 刊行年 | 主題                                                                                           | 受賞 | 関連する報道 |
| --- | ------ | ---------------------------------------------------------------------------------------------- | --- | --- |
| The Johnstown Flood: The Incredible Story Behind One of the Most Devastating Disasters America Has Ever Known ジョンズタウン洪水: アメリカにおける最も悲惨な災害の一つについての信じられない物語 | 1968   | ジョンズタウン洪水                                                                             | | |
| The Great Bridge: The Epic Story of the Building of the Brooklyn Bridge グレート・ブリッジ: ブルックリン橋の建設についての偉大な物語                                                             | 1972   | ブルックリン橋                                                                                 | | Presentation by McCullough on The Great Bridge, September 17, 2002, C-SPAN |
| The Path Between the Seas: The Creation of the Panama Canal 海と海をつなぐ道: パナマ運河の建設、1870-1914年                                                                                      | 1977   | パナマ運河                                                                                     | 全米図書賞（1978年） フランシス・パークマン賞（1978年） サミュエル・エリオット・モリソン賞（1978年） コーネリアス・ライアン賞（1978年） | |
| Mornings on Horseback 馬上の朝 | 1981   | セオドア・ルーズベルト                                                                         | 全米図書賞（1982年） | |
| Brave Companions: Portraits in History 勇敢な仲間たち: 歴史の中の肖像 | 1991   | 過去に出版された伝記エッセイをまとめたもの                                                     | | |
| Truman トルーマン | 1992   | ハリー・S・トルーマン                                                                          | ピューリッツァー賞 伝記部門（1993年） コロニアル・デイム・オブ・アメリカ年間書籍賞（1993年） フランシス・パークマン賞                   | Booknotes interview with McCullough on Truman, July 19, 1992, C-SPAN Presentation by McCullough on Truman at the National Press Club, July 7, 1992, C-SPAN |
| John Adams ジョン・アダムズ | 2001   | ジョン・アダムズ                                                                               | ピューリッツァー賞 伝記部門（2002年）                                                                                                   | Presentation by McCullough on John Adams at the Library of Congress, April 24, 2001, C-SPAN Presentation by McCullough on John Adams at the National Book Festival, September 8, 2001, C-SPAN |
| 1776 1776年 | 2005   | アメリカ合衆国の独立、アメリカ独立戦争                                                         | アメリカン・コンパス・ベストブック（2005年）                                                                                            | Presentation by McCullough on 1776 to the Mount Vernon Ladies' Association, June 9, 2005, C-SPAN Q&A interview with McCullough on 1776, August 7, 2005, C-SPAN Presentation by McCullough on 1776 at the National Book Festival, September 24, 2005, C-SPAN Presentation by McCullough on 1776 at the Texas State Capital, October 29, 2005 |
| In the Dark Streets Shineth: A 1941 Christmas Eve Story 暗い通りの輝きの中で: 1941年のクリスマスイブの物語                                                                                       | 2010   | ウィンストン・チャーチル、フランクリン・ルーズベルト、アルカディア会談                         | | |
| The Greater Journey: Americans in Paris 偉大なる旅: パリのアメリカ人たち | 2011   | ジェイムズ・フェニモア・クーパー、サミュエル・モールスら、19世紀のパリで活動したアメリカ人たち | | Part one and Part two of Q&A interview with McCullough on The Greater Journey, May 22 & 29, 2011, C-SPAN Interview with McCullough on The Greater Journey at the National Book Festival, September 25, 2011, C-SPAN Presentation by McCullough on The Greater Journey at the National Book Festival, September 25, 2011, C-SPAN             |
| The Wright Brothers ライト兄弟 | 2015   | ライト兄弟                                                                                     | 全米航空殿堂 コームズ・ゲイツ賞（2016年）                                                                                               | Q&A interview with McCullough on The Wright Brothers, May 31, 2015, C-SPAN |
| The American Spirit: Who We Are and What We Stand For アメリカン・スピリット: 我々は何者であり、何のために存在するのか                                                                           | 2017   |                                                                                                | | Q&A interview with McCullough on The American Spirit, April 23, 2017, C-SPAN |
| The Pioneers: The Heroic Story of the Settlers Who Brought the American Ideal West 先駆者たち: アメリカの理想を西部にもたらした入植者たちの英雄的な物語                                          | 2019   | 北西部領土の開拓者                                                                             | | Q&A interview with McCullough on The Pioneers, May 19, 2019, C-SPAN |

### 映像・音声作品
マカルーは、多くのテレビ番組やドキュメンタリー映画のナレーションを務めている。2003年には、実在の競走馬を題材にした映画『シービスケット』のナレーションを務めた。また、1988年から1999年まで、PBSのドキュメンタリー番組『アメリカン・エクスペリエンス』の司会を務めた。
マカルーは、自身の著書のオーディオブックにも出演している（"The Great Bridge"、"The Greater Journey"の冒頭部および"1776"、"The Wright Brothers"の全体）。

#### 出演作品
- Brooklyn Bridge (1981) - 自身のドキュメンタリー作品の映像化。アカデミー賞ノミネート[57]。
- Smithsonian World (5 episodes, 1984–1988)
- The Shakers: Hands to Work (1984)
- The Statue of Liberty (1985)[58]
- Huey Long (1985)
- A Man, A Plan, A Canal : Panama (NOVA) (1987)
- The Congress (1988)[59]
- The Civil War (9 episodes, 1990) - エミー賞ノミネート[29]
- American Experience (23 episodes, 1991–2006)
- Coney Island (1991)
- The Donner Party (1992)
- Degenerate Art (1993)
- D-Day Remembered (1994)
- Napoleon-PBS Empires Special (2000)
- George Wallace: Settin' the Woods on Fire (2000)
- Seabiscuit (2003)
- The Most Wonderful Time of the Year (2010)